# Remmi Demmi
Remmi Demmi utkom 1983 är den andra singeln av den tyska popduon De Plattfööt.

## Låtlista
1. Remmi Demmi
2. Up`n rasenden Roland